# (689822) Anderson
(689822) Anderson ist ein Asteroid des inneren Hauptgürtels. Der Himmelskörper wurde am 3. August 2013 von den polnischen Amateurastronomen Michał Kusiak und Michał Żołnowski am Rantiga Osservatorio (IAU-Code D03) entdeckt. Das Rantiga Osservatorio hatten sie mit einem 40-cm-Spiegelteleskop im italienischen Dorf Tincana, das bei Carpineti liegt, eingerichtet und konnten es von Polen aus bedienen.
Der Asteroid wurde am 19. Mai 2025 nach dem US-amerikanischen Filmregisseur, Drehbuchautor, Filmproduzent und Filmschauspieler Wes Anderson (* 1969) benannt. In der Widmung zur Benennung besonders hervorgehoben wurden seine Filme Grand Budapest Hotel, Der fantastische Mr. Fox, Die Tiefseetaucher und Ich sehe was, was du nicht siehst. Ein Einschlagkrater auf der nördlichen Rückseite des Mondes namens Anderson war 1970 hingegen nach dem US-amerikanischen Astronomen John August Anderson benannt worden.